# Nofret (Ehefrau des Rahotep)

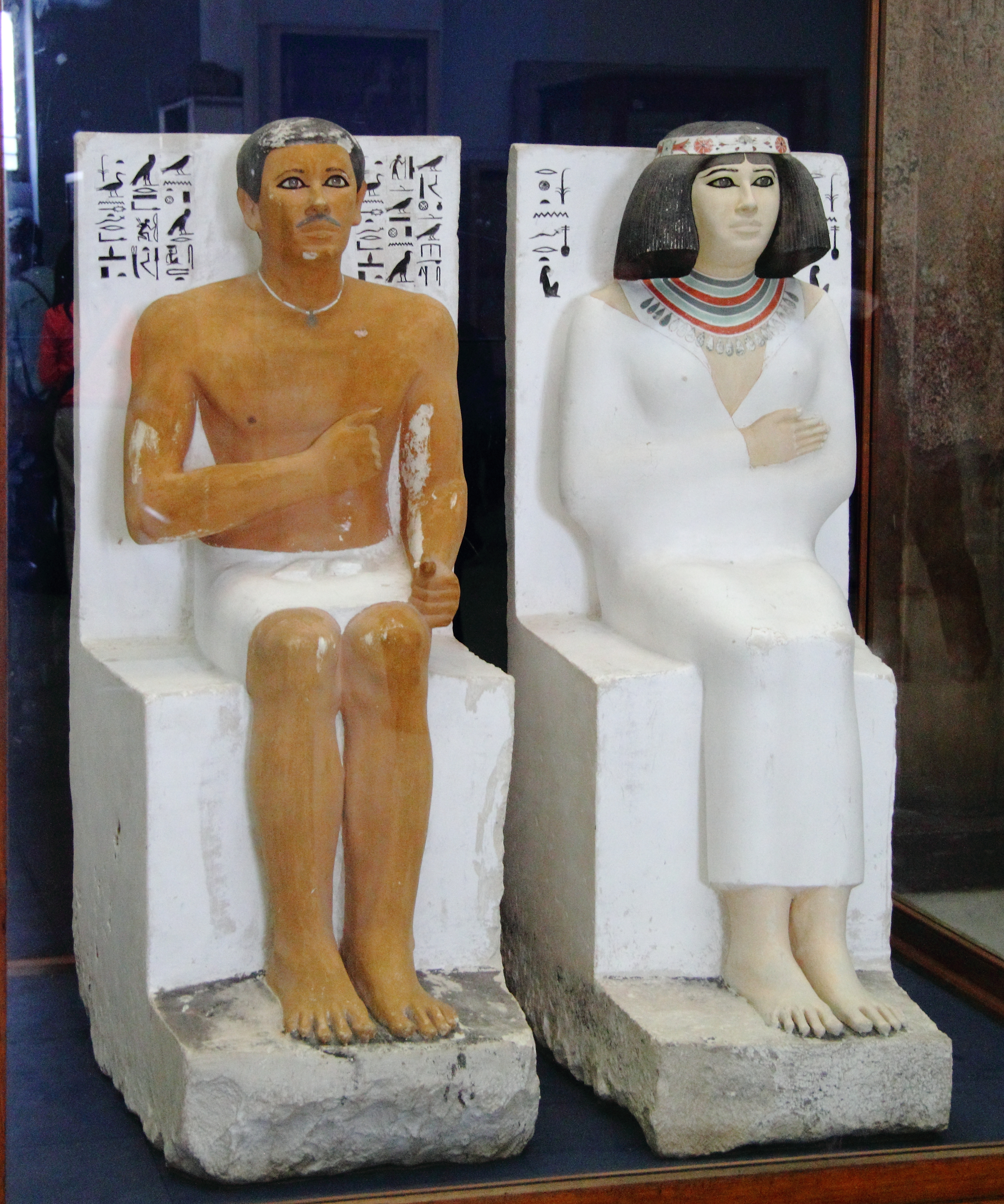
Grabstatuen von Nofret (rechts) und ihrem Mann Rahotep

Nofret war eine hochgestellte weibliche Persönlichkeit im antiken Ägypten während der 4. Dynastie des Alten Reiches um 2.600 vor Christus.

## Familie
Über ihre Eltern ist nichts bekannt. Verheiratet war sie mit dem Prinzen Rahotep, einem Sohn des Königs Snofru und Bruder des Königs Cheops.
Nofret hatte mit Rahotep drei Söhne namens Djedi, Itu und Neferkau sowie drei Töchter namens Mereret, Nedjemib und Sethtet. Diese Kinder sind nur durch Namensnennungen im Grab ihrer Eltern bekannt und anderweitig nicht belegt.

## Grabstätte
Mit ihrem Mann zusammen wurde Nofret in der Mastaba 6 auf dem sogenannten „North Mastaba Field“ in Meidum bestattet. Dieses Gräberfeld liegt nördlich der ersten Pyramide ihres Schwiegervaters Snofru. Die Mastaba hat zwei separate Kapellen und Grabräume. In Raum A wurde Rahotep bestattet, in Raum B seine Frau Nofret. Ihre Kapelle hatte eine reliefdekorierte Nische, deren Fragmente sich heute in verschiedenen Sammlungen befinden. Das Zentrum der Nische stellt Nofret und Rahotep vor einem Opfertisch dar. Darunter befinden sich die sechs Kinder der beiden. Auf den beiden Seiten der Nischen befindet sich jeweils im oberen Teil eine Opferliste, im unteren Teil sind personifizierte Domänen dargestellt, die Opfergaben bringen. Nofret ist auch zweimal in der dekorierten Kultkapelle ihres Mannes dargestellt, wo sie jeweils etwas kleiner hinter ihrem Mann steht.

## Grabstatue
Bekannt ist Nofret vor allem durch die lebensgroße, hervorragend erhaltene Grabstatue, die zusammen mit der ihres Mannes bei Ausgrabungen von Auguste Mariette 1871 im gemeinsamen Grab gefunden wurde. Die Statue der Nofret ist 122 cm hoch, die ihres Mannes einen Zentimeter kleiner. Die beiden Personen sind sitzend auf weißen Sesseln dargestellt, auf deren Rückenlehnen in schwarzer Schrift Namen und Titel beider Personen wiedergegeben sind. Beide Statuen befinden sich heute im Ägyptischen Museum in Kairo und bilden eine besondere Attraktion in der Abteilung „Altes Reich“.

## Name und Titel
Die Beischrift zu der Statue der Nofret nennt ihren Namen (deutsch: „die Schöne“) und als einzigen Titel „Rechet Nisut“ (deutsch: „Bekannte des Königs“). In ihrer Grabkapelle trägt sie auch den Titel „Miterert“, dessen Übersetzung jedoch Schwierigkeiten bereitet.